# Karl Löslein
Karl Leonhard Löslein (* 5. August 1872 Heppenheim (Bergstraße); † 18. Juli 1922 in Bensheim) war ein deutscher Jurist und über lange Zeit Bürgermeister der Stadt Bensheim.

## Leben
Karl Löslein wurde als Sohn des Heppenheimer Kaufmanns Leonhard Löslien (1831–1896) und dessen Ehefrau Anna Fillauer (1848–1932) geboren.
Nach dem Abitur am Gymnasium Bensheim im Jahre 1890 absolvierte er ein Studium der Rechtswissenschaften an der Ludwig-Maximilians-Universität München und der Justus-Liebig-Universität Gießen, wo er Mitglied der Studentenverbindung Starkenburgia Gießen war. Nach der Fakultätsprüfung schloss sich das Referendariat an. Nach Ableistung des Militärdienstes als Einjährig-Freiwilliger wurde er Gerichtsakzessistt und legte 1898 das juristische Staatsexamen ab. Im August 1899 kam er zum Kreisamt Worms, nachdem er zuvor beim Kreisamt Heppenheim als Jurist eingesetzt war. Im selben Jahr promovierte er an der Ruprecht-Karls-Universität Heidelberg zum Dr. jur. Nachdem er in Worms zum Kreisamtmann ernannt worden war, wechselte er in gleicher Funktion, die mit der Leitung der Behörde verbunden war, zum Landkreis Alzey (1901), Landkreis Büdingen (1906) und Landkreis Bensheim (1909).
1909 zum Regierungsrat ernannt, wurde er im Januar 1913 zum Bürgermeister der Stadt Bensheim gewählt.
Er war Reserveoffizier im 1. Leib-Infanterie-Regiment 115 und musste 1914 als Hauptmann d. Res. Kriegsdienst an der Westfront leisten. Wegen Zuckerkrankheit vom Dienst befreit, übernahm er von 1916 bis 1918 die Stelle des Kreishauptmanns in einem Kreis in Litauen.
Der Bensheimer Beigeordnete Peter Krenkel führte für ihn die Geschäfte während der kriegsbedingten Abwesenheit.
Im März 1919 wurde er als Bürgermeister von Bensheim wieder in sein Amt eingesetzt, nachdem er im November 1918 durch den Volksrat aus dem Amt entfernt worden war.
Löslein blieb bis zu seinem Tod als Folge der Zuckererkankung im Amt des Bensheimer Bürgermeisters.

## Familie
Am 2. Oktober 1900 heiratete er Friedberg Franziska Braden (1878–1972). Aus der Ehe sind die Kinder Ernst (1901–1972, Ingenieur), Hans (*/† 1902), Paul (1903, Kapuzinerpater) und Maria (* 1916) hervorgegangen.